# Synagoge (Radnice)
Koordinaten: 49° 51′ 22,7″ N, 13° 36′ 22,1″ O

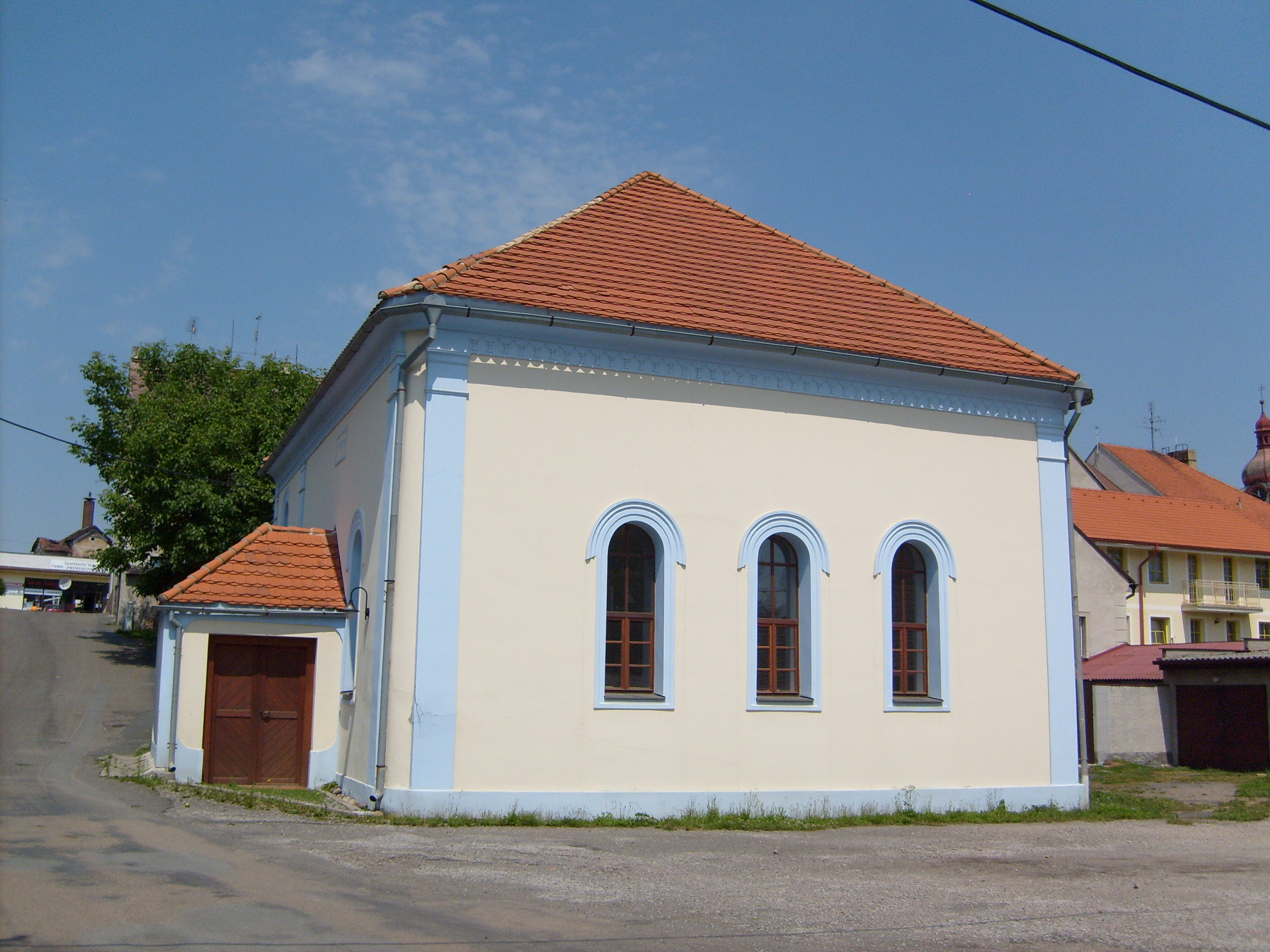
Synagoge in Radnice

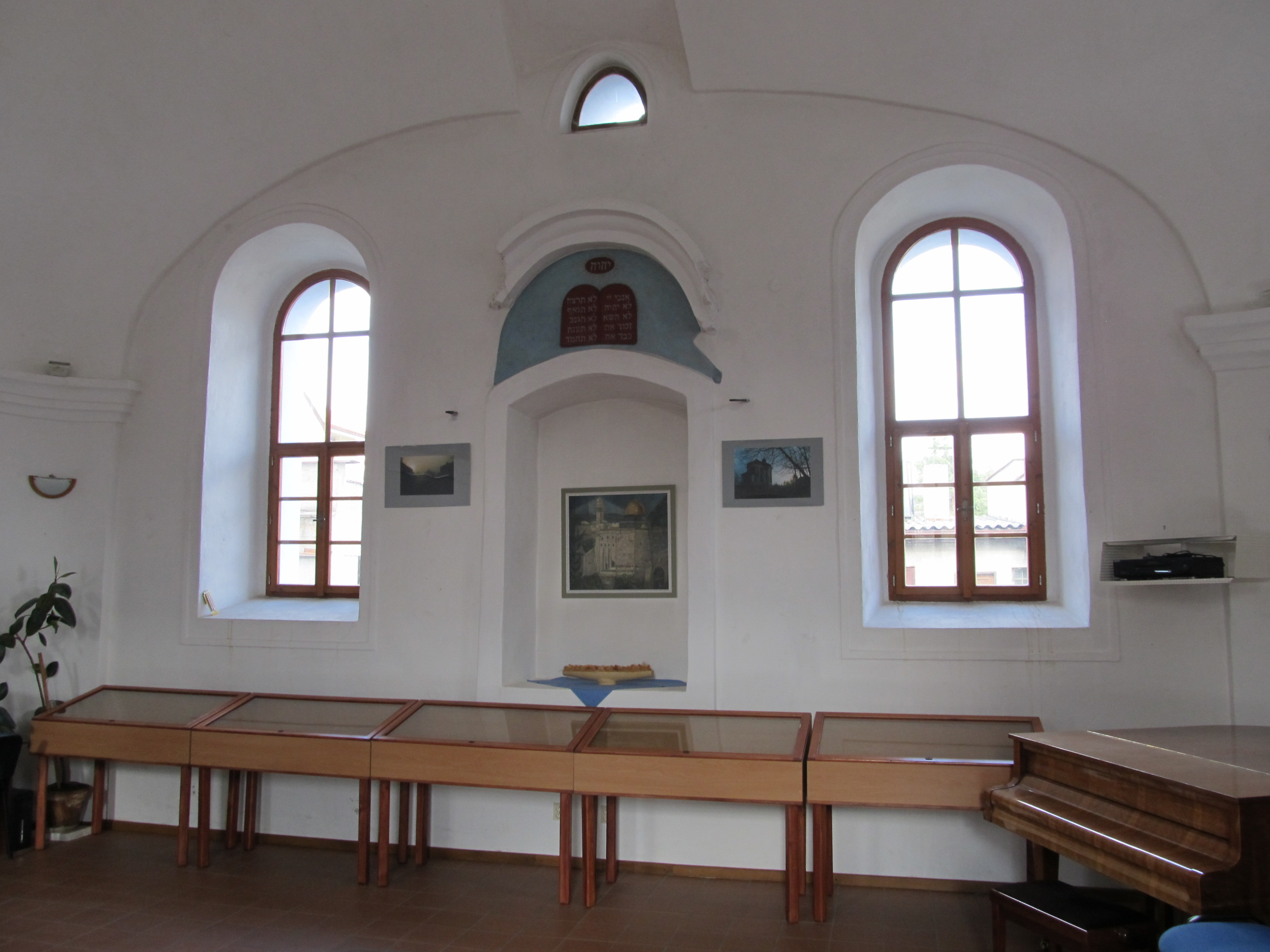
Innenansicht mit Thoraschrein

Die Synagoge in Radnice (deutsch Radnitz), einer Stadt im Plzeňský kraj (Region Pilsen) in Tschechien, wurde 1781 errichtet. Die profanierte Synagoge ist seit 1994 ein geschütztes Kulturdenkmal.
Die spätbarocke Synagoge besitzt noch ihre ursprüngliche Frauenempore.
Auf Initiative eines Vereins wurde das völlig verfallene Synagogengebäude, das von 1945 bis 1992 als Autowerkstatt genutzt wurde, restauriert und 2001 der Öffentlichkeit übergeben.